# Karmėlava
Karmėlava è un comune della Lituania, situato nella contea di Kaunas. È noto principalmente per l'aeroporto di Kaunas.